# Me gusta mi cuñada
Me gusta mi cuñada (título original, Peccato veniale) es una película dirigida en 1974 por Salvatore Samperi.

## Trama
Versilia, verano de 1956. El joven Sandrino está de vacaciones en la playa junto a su familia. Con ellos está Laura, esposa del hermano mayor del chico, Renzo, que ha de ausentarse durante unos días. Poco a poco, Sandrino empieza a sentir algo más que deseo por su cuñada.

## Localización
La película fue rodada en Forte dei Marmi, en la Villa Siemens.

## Curiosidad
En la película varias referencias cinematográficas; por un lado vemos imágenes de The Wild One de László Benedek y Paul Donnelly, aparecida en Italia en junio de 1955; por otro, Momo y Antonelli en una sala de cine contemplan la película Totò lascia o raddoppia?, de Camillo Mastrocinque, con Totò y Mike Bongiorno, película que se estrenó en mayo de 1956 y no en el verano en el que está ambientada la película.